# Cucumis meeusei
Cucumis meeusei är en gurkväxtart som beskrevs av Charles Jeffrey. Cucumis meeusei ingår i släktet gurkor, och familjen gurkväxter. Inga underarter finns listade i Catalogue of Life.